# Ca l'Hospital (Palau de Santa Eulàlia)
Ca l'Hospital és una obra gòtica de Palau de Santa Eulàlia (Alt Empordà) inclosa a l'Inventari del Patrimoni Arquitectònic de Catalunya.

## Descripció
La casa està situada a la banda de llevant del poble de Santa Eulàlia. És un edifici entre mitgeres, de planta baixa i un pis, amb coberta de teula a dues vessants amb el carener paral·lel a la façana. La façana presenta una composició simètrica, té una porta d'accés, situada a l'esquerra, d'arc de mig punt amb dovelles de pedra. A la clau figura la data del 1567. Damunt la porta hi ha tres dovelles verticals, la central de les quals mostra les restes d'un relleu. Són elements remarcables les finestres adintellades del primer pis, especialment la situada a la part superior de la porta, que presenta un arc conopial amb arabesc calat i relleus florals a les impostes.

## Història
L'edifici va ser bastit durant el segle xvi, d'acord amb la inscripció que figura a la dovella central de la porta d'accés.